# Voivodato di Wenden
Il voivodato di Wenden (in polacco: Województwo Wendeńskie) fu un'unità di divisione amministrativa e governo locale del Ducato di Livonia, come parte della Confederazione Polacco-Lituana dal 1598 fino alla conquista svedese della Livonia degli anni XX del XVII secolo. La parte rimanente della Livonia polacca fu chiamata voivodato di Livonia fino alla spartizione della Polonia del 1772.
Sede del governo del voivodato (Wojewoda): 
- Wenden (Kieś, Cēsis)

## Voivodi
- Jürgen von Farensbach (1598-1602)
- Teodor Denhoff (1620-1622)
- Joachim Tarnowski (1627-1641)
- Tomasz Sapieha (1641-1643)
- Gerard Denhoff (1643-1648)
- Nikolaus Korff (morto nel 1659)